# Consiliu Districtual (Belgia)
Consiliul Districtual (în neerlandeză Districtsraad) este organul reprezentativ al cetățenilor unui district din Belgia. Antwerpen este singura municipalitate belgiană care a implementat ca formă de subdiviziune administrativă districtele. Acestea au fost înființate pe 1 ianuarie 1983, după fuziunea orașului cu șapte localități vecine.
Înainte de anul 2000, consiliile districtuale erau numite de membrii consiliului municipal Antwerpen, aleși în funcții din partea partidelor politice. Începând din 2000, membrii consiliilor districtuale sunt aleși direct de către cetățeni la fiecare șase ani. Până în prezent, alegerile pentru consiliile districtelor din Antwerpen au avut loc pe 8 octombrie 2000, 8 octombrie 2006 și 14 octombrie 2012.
Mărimea unui consiliu districtual reprezintă circa două treimi din cea a consiliului local al unei municipalități cu o populație aproximativ egală cu a districtului. În practică, cel mai mic consiliu districtual are 15 membri (districtul Berendrecht-Zandvliet-Lillo), iar cel mai mare are 33 de membri (districtul Antwerpen).
Colegiul districtual (numit, până în 2007, birou districtual) este organul de conducere al consiliului și este ales direct de către plenul acestuia dintre membrii săi. Colegiul districtual este alcătuit din președintele și asesorii districtului, cunoscuți anterior sub numele de membri ai biroului sau vicepreședinți.